# دينيسي روز
دينيسي روز (بالإنجليزية: Denise Rose)‏ هي جندية بريطانية، ولدت في 22 أبريل 1970، وتوفيت في 31 أكتوبر 2004.